# Václav Korunka
Václav Korunka (Jilemnice, 24 dicembre 1965) è un ex fondista ceco.
Fino alla dissoluzione della Cecoslovacchia (1993) gareggiò per la nazionale cecoslovacca.

## Biografia
In Coppa del Mondo ottenne il primo risultato di rilievo il 12 dicembre 1987 a La Clusaz (12°) e il primo podio il 5 gennaio 1991 a Minsk (3°).
In carriera prese parte a tre edizioni dei Giochi olimpici invernali, Calgary 1988 (28° nella 15 km, 3° nella staffetta), Albertville 1992 (17° nella 10 km, 13° nella 50 km, 14° nell'inseguimento, 7° nella staffetta) e Lillehammer 1994 (59° nella 10 km, 37° nell'inseguimento, 8° nella staffetta), e a sei dei Campionati mondiali, vincendo una medaglia.

## Palmarès

### Olimpiadi
- 1 medaglia:
  - 1 bronzo (staffetta[1] a Calgary 1988)

### Mondiali
- 1 medaglia:
  - 1 bronzo (staffetta[1] a Lahti 1989)

### Coppa del Mondo
- Miglior piazzamento in classifica generale: 11º nel 1993
- 3 podi (tutti individuali[2])[3]:
  - 3 terzi posti